# 五線譜のラブレター
『五線譜のラブレター DE-LOVELY』（ごせんふのラブレター デ・ラブリー、原題: De-Lovely）は、アーウィン・ウィンクラー監督、メトロ・ゴールドウィン・メイヤー（MGM）提供による2004年製作のアメリカ合衆国・イギリス合作のミュージカル伝記映画。ジェイ・コックスの脚本により、ミュージカルや映画音楽において多くのヒット曲を手がけたアメリカの作曲家、コール・ポーターの半生を基に、その妻リンダ・リー・トーマスとの出会いからポーターの死までを描く。
第57回カンヌ国際映画祭および、第17回東京国際映画祭特別招待作品。
ポーターの伝記映画は1946年の『夜も昼も』に続き2作目となる。

## ストーリー
作曲家のコール・ポーターは死を目前に控え、かつて初めての演奏を行なったインディアナ州の劇場で大天使ガブリエルの演出による自身の半生がミュージカル形式でフラッシュバックする。
コールはのちに妻となるリンダ・リー・トーマスと出会った夜のことを思い出す。1920年代のパリ社交界にあって、「最も美しい」と讃えられた女性リンダ。彼女が見そめた男性こそ、後の大作曲家コール・ポーターであった。出会った時からフィーリングが合い、愛情深いカップルとなる。リンダは、彼の音楽や人間性、そしてセクシュアリティさえも受け入れ、彼の夢を実現させるため共に人生を歩むことを誓う。リンダの最初の夫は虐待的だったが、リンダが結婚式の日に語ったようにコールは全く違う。リンダはコールに愛されている自覚があり、人前でも優しくしてくれるため、コールの婚外恋愛を容認する。結婚している間、コールの仕事はとてもうまくいく。リンダはコールの作品の開幕のたびに、刻印の入ったオリジナルのデザインのタバコ入れを贈る習慣を始める。
流産したリンダを励ますため、2人はハリウッドに転居する。蜜月が過ぎ、コールの浮気は公然で無遠慮となり、2人の仲はぎくしゃくする。コールはゲイのナイトクラブのトイレで男性と情熱的に抱き合っている所を写真に撮られる。コールとリンダは写真の公開を止めるために大金を支払うよう脅迫される。コールが脅迫を一笑に付すと、リンダはコールを置いてパリに向かう。
コールは乗馬中に重症を負い、リンダはアメリカに戻ってコールを許そうとするが、コールの婚外恋愛には複雑な心境である。リンダは肺気腫を患い、先立つ自分の代わりにコールのパートナーとなる人物を探し、インテリア・デザイナー兼不動産業者を紹介し、うまくいく。
1954年にリンダが亡くなり、コールは非常に落胆する。1958年まで仕事を続けるが、右足の症状が悪化して切断することとなり、創作活動に影響が出る。新作を作り出すことはなくなったが、過去の作品の製作に携わり続ける。1964年、コールは73歳で永眠する。

## キャスト
※括弧内は日本語吹替
- コール・ポーター - ケヴィン・クライン（堀勝之祐）
- リンダ・ポーター（英語版） - アシュレイ・ジャッド（佐々木優子）
- ゲイブ - ジョナサン・プライス（納谷六朗）
- ジェラルド・マーフィー（英語版） - ケヴィン・マクナリー（内田直哉）
- サラ・マーフィー（英語版） - サンドラ・ネルソン（塩田朋子）
- モンティ・ウーリー - アラン・コーデュナー（英語版）
- ルイス・B・メイヤー - ピーター・ポリカープー（英語版）
- アーヴィング・バーリン - キース・アレン（英語版）
- エドワード・トーマス - ジェームズ・ウィルビー
- ボビー・リード - ケヴィン・マクキッド
- ビル・ラザー - リチャード・ディレイン（英語版）
- ジャック - ジョン・バロウマン
- セルゲイ・ディアギレフ - ピーター・ジェソップ（英語版）
- ボリス・コフノ - エドワード・ベイカー＝デューリー（英語版）
- コディ - ジェフ・ハーディング（英語版）
- エセル・マーマン - キャロライン・オコナー（英語版）
- パトリシア・モリソン（英語版） - ララ・ファビアン

音楽シーンについては「楽曲」欄を参照のこと。

## 製作
ポーター自身の歌唱力はそれほど高くはなかったが、監督のアーウィン・ウィンクラーはトニー賞およびドラマ・デスク・アワードをそれぞれ2回受賞したブロードウェイ・ミュージカル俳優のケヴィン・クラインをポーター役に配役し、声域を限定することで役作りをした。クラインの歌唱シーンの多くはセット内で生で収録し、ポーターのピアノのシーンもクライン自身の演奏によるものである。
本作のDVDでのウィンクラーのコメントによると、エージェントを通じてアシュレイ・ジャッドがリンダ役への興味を伝えるまで、ウィンクラーは数多くの女優を検討した。ウィンクラーはジャッドの希望出演料が予算を越えると確信していたが、ジャッドはリンダ役を熱望しており通常より低い出演料を提示した。リンダはポーターより8歳年上だが、ジャッドはクラインより20歳若い。
チジック・ハウスやルートン・フーなどで撮影された。
2004年、第57回カンヌ国際映画祭でプレミア上映された。全米で限定公開される前、シネベガス国際映画祭、シドニー映画祭、サンフランシスコ国際レズビアン&ゲイ映画祭で上映された。

## 楽曲
登場する楽曲および演奏者。
| 曲名                                                            | 演奏者                                      |
| --------------------------------------------------------------- | ------------------------------------------- |
| It's De-Lovely                                                  | ロビー・ウィリアムズ                        |
| Let's Do It, Let's Fall In Love                                 | アラニス・モリセット                        |
| ビギン・ザ・ビギン Begin the Beguine                            | シェリル・クロウ                            |
| Let's Misbehave                                                 | エルヴィス・コステロ                        |
| Be a Clown                                                      | ケヴィン・クライン & ピーター・ポリカーポー |
| 夜も昼も Night and Day                                          | ジョン・バロウマン & ケヴィン・クライン     |
| Easy to Love                                                    | ケヴィン・クライン                          |
| トゥルー・ラヴ True Love                                        | アシュレイ・ジャッド & テイラー・ハミルトン |
| 恋とは何でしょう What Is This Thing Called Love?                | レマー・オビカ                              |
| I Love You                                                      | ミック・ハックネル                          |
| ジャスト・ワン・オブ・ゾーズ・シングズ Just One of Those Things | ダイアナ・クラール                          |
| Anything Goes                                                   | キャロライン・オコナー                      |
| Experiment                                                      | ケヴィン・クライン                          |
| ラブ・フォー・セール Love For Sale                              | ヴィヴィアン・グリーン                      |
| ソー・イン・ラヴ So In Love                                     | ララ・ファビアン & マリオ・フラングーリス   |
| いつもさよならを Ev'ry Time You Say Goodbye                     | ナタリー・コール                            |
| Blow, Gabriel, Blow                                             | ジョナサン・プライス & ケヴィン・クライン   |
| 夜の静けさに In the Still of the Night                          | ケヴィン・クライン & アシュレイ・ジャッド   |
| You're The Top                                                  | コール・ポーター                            |

## 受賞歴
| 賞                               | 部門                                                                                     | ノミネート者                                                                             | 結果       |
| -------------------------------- | ---------------------------------------------------------------------------------------- | ---------------------------------------------------------------------------------------- | ---------- |
| AARP大人のための映画賞           | タイムカプセル賞                                                                         | イヴ・スチュワート                                                                       | 受賞       |
| アメリカ映画編集者協会賞         | コメディ・ミュージカル・フィーチャー映画編集賞                                           | ジュリー・モンロー                                                                       | ノミネート |
| Costume Designers Guild Awards   | 歴史・ファンタジー映画部門                                                               | ジャンティ・イェーツ                                                                     | ノミネート |
| クリティクス・チョイス・アワード | サウンドトラック部門                                                                     | サウンドトラック部門                                                                     | ノミネート |
| ゴールデングローブ賞             | 主演男優賞 (ミュージカル・コメディ部門)                                                  | ケヴィン・クライン                                                                       | ノミネート |
| ゴールデングローブ賞             | 主演女優賞 (ミュージカル・コメディ部門)                                                  | アシュレイ・ジャッド                                                                     | ノミネート |
| Golden Reel Awards               | Best Sound Editing – Music – Musical Feature Film                                        | Christopher Kennedy                                                                      | ノミネート |
| グラミー賞                       | Best Compilation Soundtrack Album for a Motion Picture, Television or Other Visual Media | ピーター・アッシャー スティーブン・エンデルマン                                          | ノミネート |
| オンライン映画テレビ協会賞       | Best Adapted Song                                                                        | ビギン・ザ・ビギン "Begin the Beguine" 作詞作曲：コール・ポーター 歌唱：シェリル・クロウ | ノミネート |
| オンライン映画テレビ協会賞       | Best Adapted Song                                                                        | "Let's Do It (Let's Fall in Love)" 作詞作曲：コール・ポーター 歌唱：アラニス・モリセット | ノミネート |
| Prism Awards                     | Wide Release Feature Film                                                                | Wide Release Feature Film                                                                | ノミネート |
| Prism Awards                     | フィーチャー映画演技賞                                                                   | アシュレイ・ジャッド                                                                     | ノミネート |
| サテライト賞                     | 主演男優賞 (ミュージカル・コメディ映画)                                                  | ケヴィン・クライン                                                                       | ノミネート |
| サテライト賞                     | 美術賞                                                                                   | イヴ・スチュワート、ジョン・ブッシュ、ジョン・ヒル                                       | 受賞       |
| サテライト賞                     | 衣裳デザイン賞                                                                           | ジャンティ・イエイツ                                                                     | ノミネート |